# Kristuskyrkan
Kristuskyrkan (Chiesa del SS.Cristo o Chiesa del Gesú) è una chiesa cristiana a Helsinki, Finlandia, che si erge nel centro storico della capitale, nel distretto di Etu-Töölö (svedese: främre Tölö) in  Apollonkatu a breve distanza dal Temppeliaukio. Fa parte della Chiesa Metodista Svedese in Finlandia presso la diocesi di Helsinki.

## Architettura
L'edificio è un gradevole esempio di stile neogotico finlandese nella sua semplicitá, costruito in pietra, mattoncini rossi e rame e realizzato tra il 1926 e il 1928 sotto la direzione e il disegno dell'architetto Atte V. Willberg
. La torre campanaria sormontata da una alta guglia di 59 metri è una parte importante dello skyline della città.

### Rosone
In linea con i tenet tradizionali dello stile neo-gotico il prospetto principale della chiesa è decorato da un rosone istoriato che sovrasta l'ingresso della chiesa. La vetrata realizzata da Lennart Rafael Segerstråle (1892-1975) si intitola "Inno di lode alla creazione." (in lingua svedese "Skapelsen Lovsång"). Al centro del rosone è rappresentata la figura di Davide intento a suonare l'arpa circondato da motivi floreali e vegetali intrecciati. Da una scala nel portico che conduce alla loggia superiore si possono ammirare da vicino sia l'organo che la vetrata istoriata.

### Affresco della galleria
Una volta entrati dopo le scale, superato il vestibolo (vapenrum), e sollevando lo sguardo verso il soffitto della galleria si può ammirare l'affresco di Carl August Henry Ericsson (1898-1933). L'opera simboleggia l'albero della vita spirituale i cui rami si estendono sopra il mondo. A partire dalla figura centrale dell'angelo le dodici colombe ciascuna sormontata da aureola rappresentano i dodici apostoli recanti il messaggio divino di salvazione per il mondo intero.

### Organo a canne
L'organo a canne localizzato nella parte superiore della navata centrale, in fondo, è stato realizzato dalla fabbrica di organi di Kangasala dal noto organista Asko Rautioaho che ha progettato lo strumento in modo tale che la finestra in vetro istoriato della facciata, posta esattamente dietro l'organo, emerga dal profilo dello strumento musicale e sia visibile anche dal lato interno della chiesa.

## Galleria d'immagini

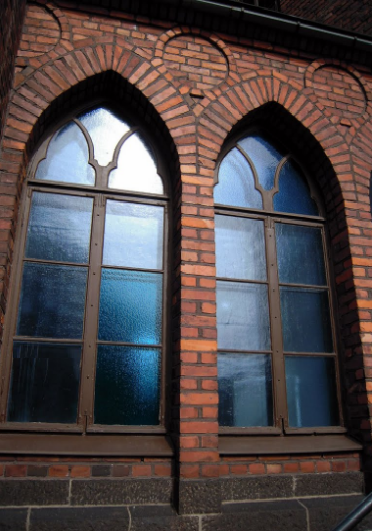
Vetrate prospicienti la facciata
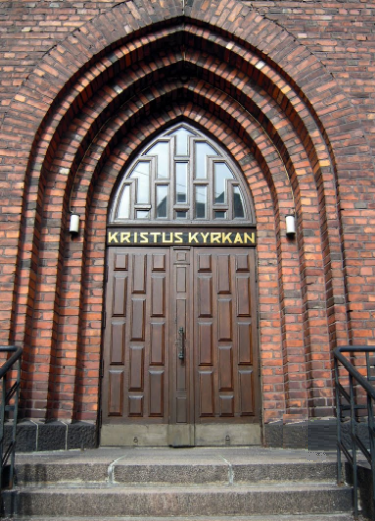
Porta di ingresso della chiesa
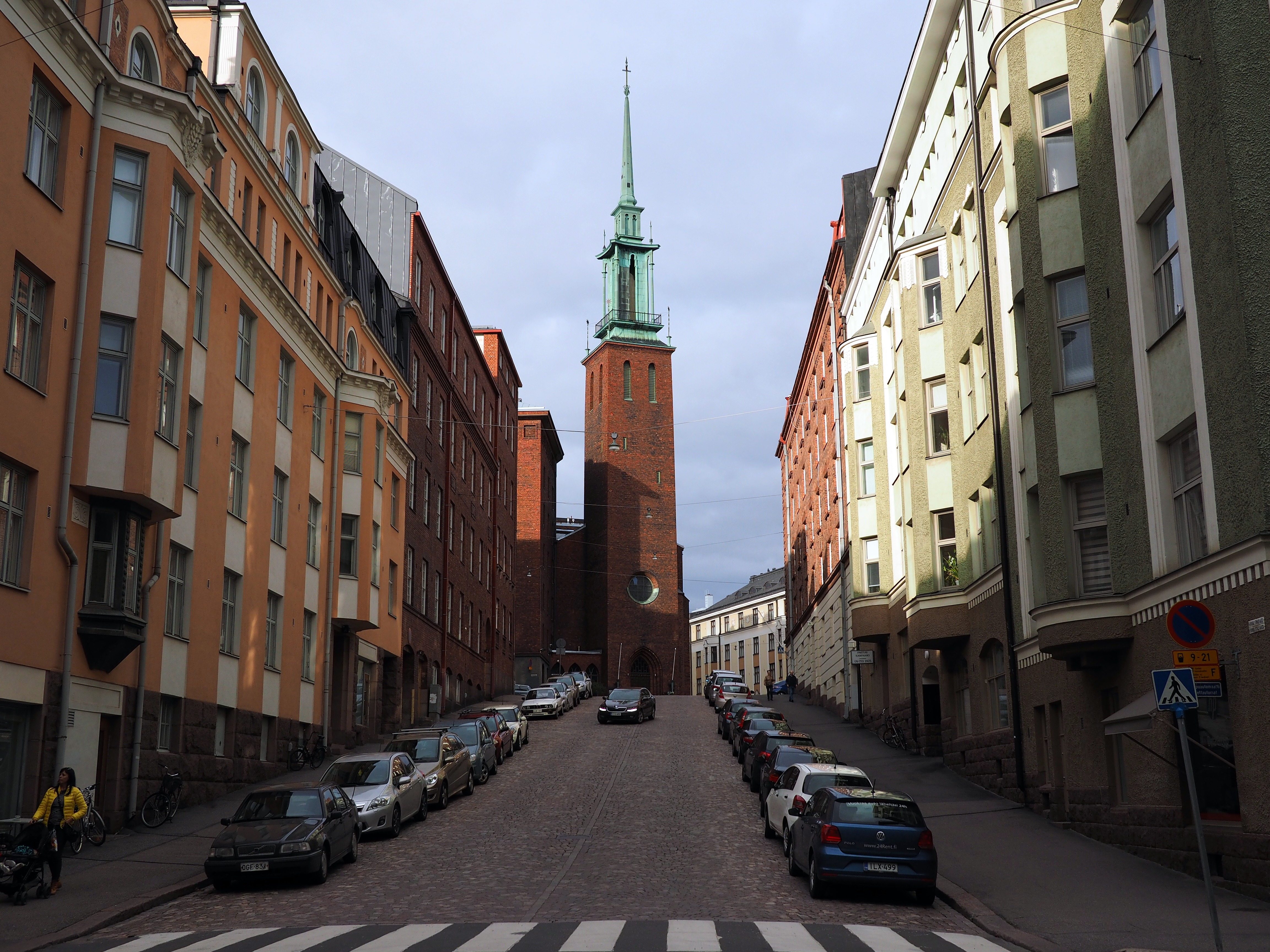
Prospettiva da Museokatu
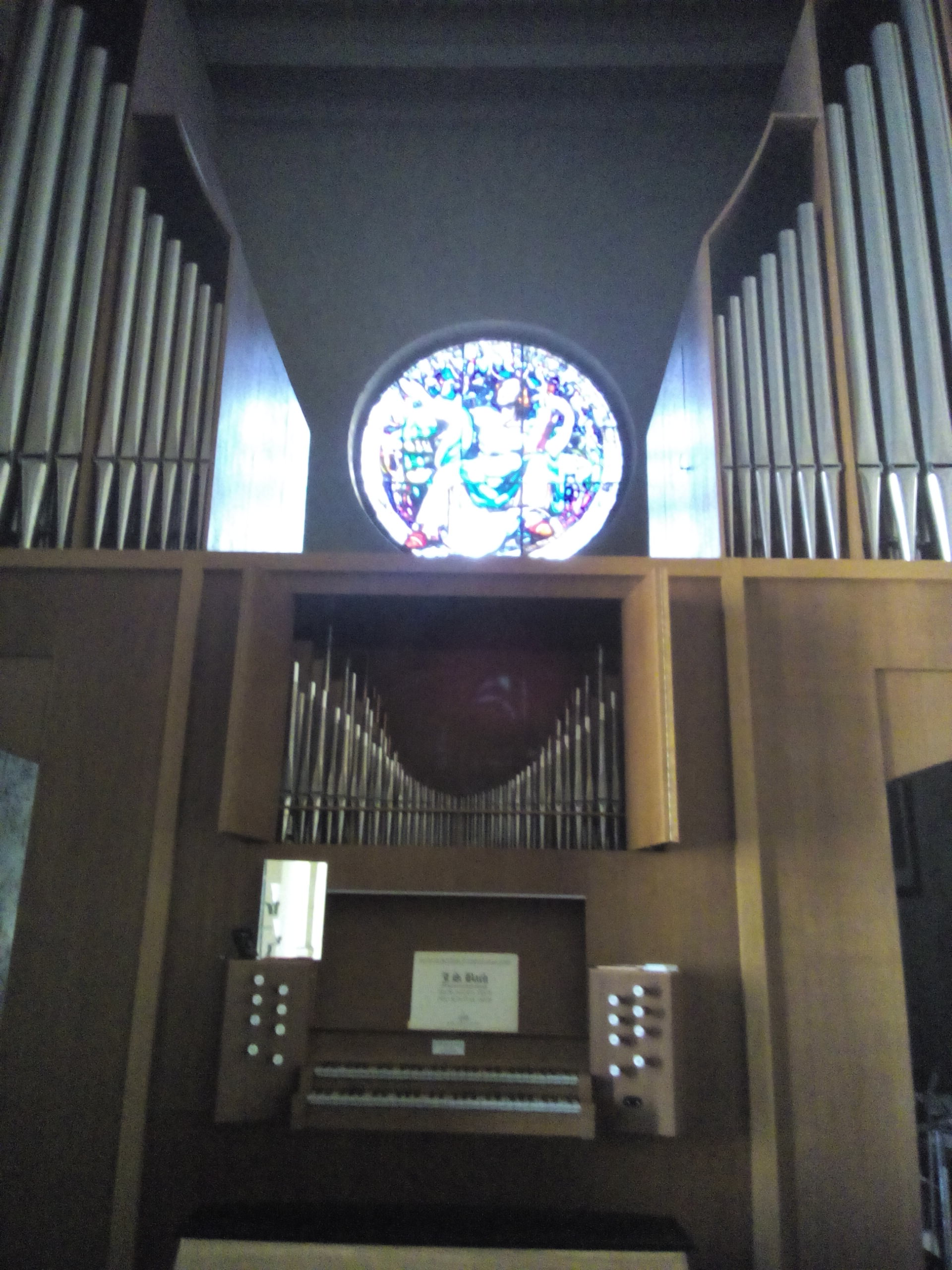
Organo e rosone centrale con la vetrata istoriata.
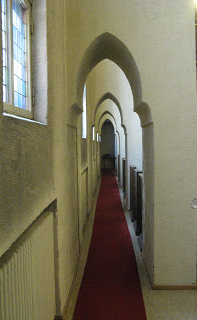
Dettaglio navata laterale con galleria ad arco trilobato
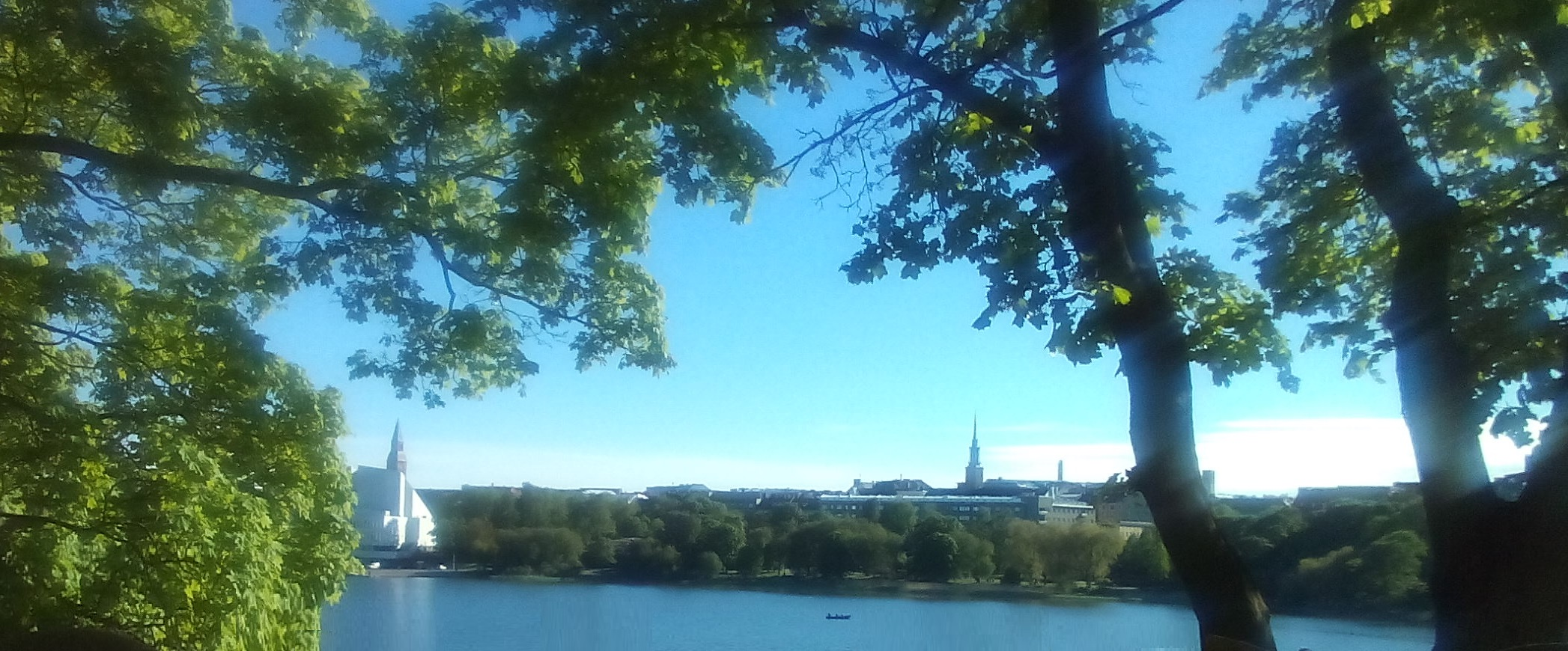
Panorama con vista del campanile riconoscibile in lontananza dalla baia di Töölö